# (6197) Taracho
(6197) Taracho es un asteroide perteneciente al cinturón de asteroides, región del sistema solar que se encuentra entre las órbitas de Marte y Júpiter, más concretamente a la familia de Vesta, descubierto el 10 de enero de 1992 por Shigeru Inoda y el también astrónomo Takeshi Urata desde el Karasuyama Observatory, Japón.

## Designación y nombre
Designado provisionalmente como 1992 AB1. Fue nombrado Taracho en homenaje a la ciudad japonesa de Tara en la prefectura de Saga. Su industria principal se basa en la preparación de algas secas, también debe su fama a las mandarinas Tara. El reflector de 0.60 m de la Sociedad Astronómica de Saga en el Observatorio Tara es conocido para muchos de los residentes locales.

## Características orbitales
Taracho está situado a una distancia media del Sol de 2,326 ua, pudiendo alejarse hasta 2,489 ua y acercarse hasta 2,164 ua. Su excentricidad es 0,069 y la inclinación orbital 5,855 grados. Emplea 1296,47 días en completar una órbita alrededor del Sol.

## Características físicas
La magnitud absoluta de Taracho es 13,8. Tiene 4,505 km de diámetro y su albedo se estima en 0,316. 